# NGC 1224
NGC 1224 è una galassia lenticolare (o ellittica) situata nella costellazione di Perseo, a una distanza di circa 244 milioni di anni luce dalla nostra Via Lattea.

## Scoperta
La galassia è stata scoperta il 20 agosto 1885 dall'astronomo statunitense Lewis Swift.

## Gruppo di NGC 1275
NGC 1224 fa parte del Gruppo di NGC 1275, un raggruppamento che comprende almeno 48 membri tra cui NGC 1267, NGC 1270, NGC 1273, NGC 1275, NGC 1277, NGC 1279, IC 288, IC 294, IC 310 e IC 312.
A sua volta, il Gruppo di NGC 1275 fa parte dell'ammasso di galassie denominato Ammasso di Perseo (Abell 426).